# Rapperswil-Jona Lakers

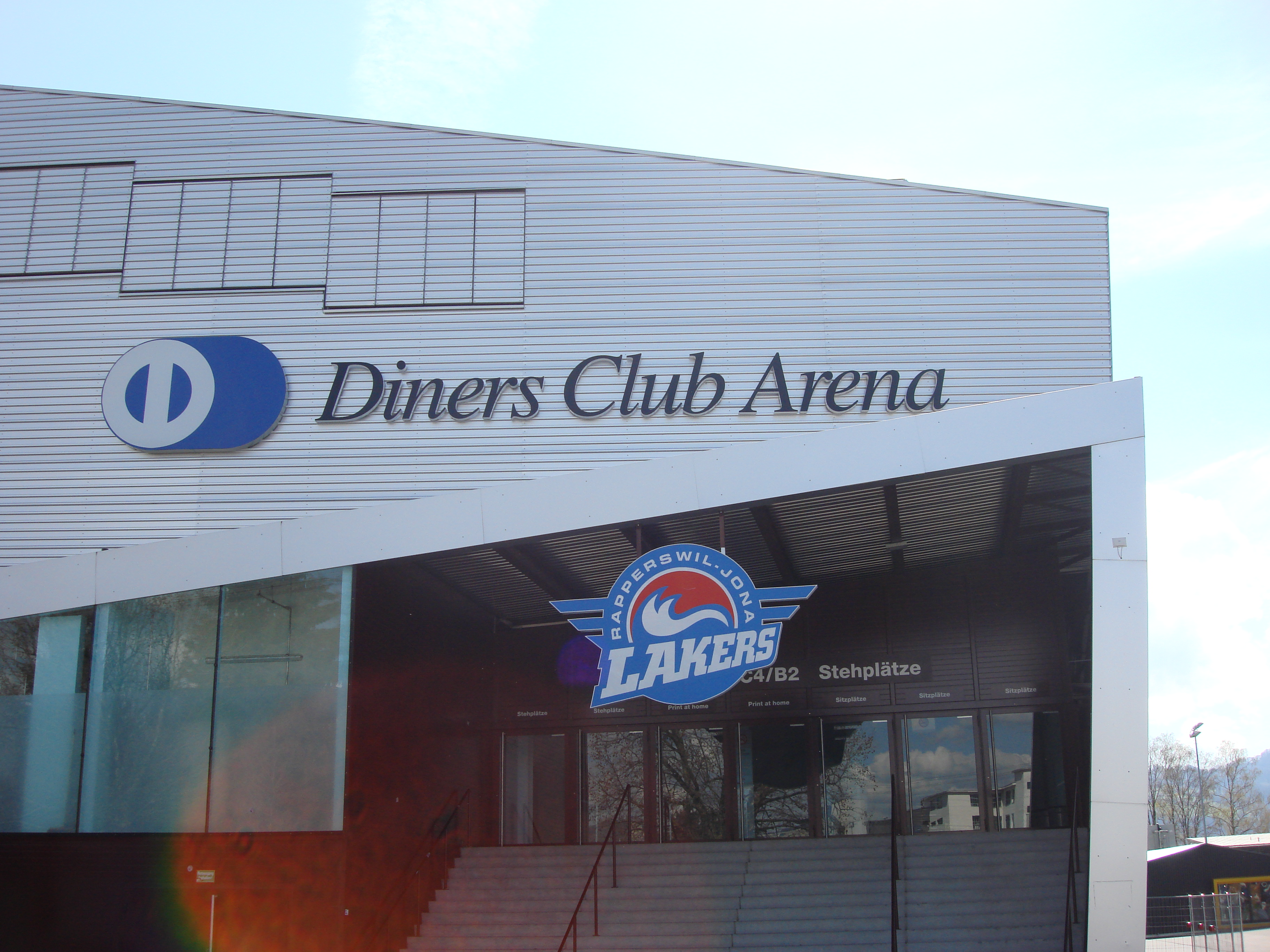
Rapperswil-Jona Lakers hemmaarena St.Galler Kantonalbank Arena. På bilden syns det tidigare arenanamnet Diners Club Arena.

SC Rapperswil-Jona Lakers, tidigare SC Rapperswil, SC Rapperswil-Jona, och Rapperswil-Jona Lakers, är ett ishockeylag från Rapperswil, Schweiz. Laget grundades 1945 och man spelar sina matcher i St.Galler Kantonalbank Arena i Rapperswil. Arenan invigdes 1987 och rymmer för närvarande 6 200 åskådare. Smeknamnen är Die Lakers eller Rappi.
Laget spelade mellan 1994 och 2015 i Nationalliga A som är den högsta ligan i Schweiz. Numera spelar de i andradivisionen Nationalliga B. 
Morgan Samuelsson var tränare för laget säsongen 2008-09 och svenskarna Niklas Nordgren, Christian Berglund, Patrik Svensson, Magnus Svensson, Niklas Persson och Nicklas Danielsson har spelat i klubben. Kristian Huselius spelade i klubben under slutspelet 2005.
Den polske före detta Djurgården och NHL spelaren Mariusz Czerkawski spelade i klubben 2006 - 2008.